# Archytas lenkoi
Archytas lenkoi är en tvåvingeart som beskrevs av Guimaraes 1961. Archytas lenkoi ingår i släktet Archytas och familjen parasitflugor. Inga underarter finns listade i Catalogue of Life.